# Ibalia japonica
Ibalia japonica är en stekelart som beskrevs av Matsumura 1912. Ibalia japonica ingår i släktet Ibalia och familjen skärknivsteklar. Inga underarter finns listade i Catalogue of Life.